# Duranta
Genre
Classification phylogénétique
Duranta est un genre de plantes qui regroupe plus de 30 espèces d'arbustes à fleurs de la famille des Verbenaceae originaires d'Amérique (Floride, Mexique, Amérique du Sud), dont la plus connue est Duranta erecta, le vanillier de Cayenne.
Le genre est nommé en mémoire de Castore Durante (1529-1590), un médecin, poète et botaniste romain qui publia en 1585 un recueil intitulé Herbario Nuovo, où il compilait les descriptions de plantes médicinales d’Europe et des Indes.
Les espèces de ce genre sont appelées « vanillier » car les fleurs dégagent un léger parfum de vanille.

## Quelques espèces
Duranta dombeyana

Duranta erecta

Duranta lorentzii

Duranta repens

Duranta triacantha
- Liste complète

## Galerie

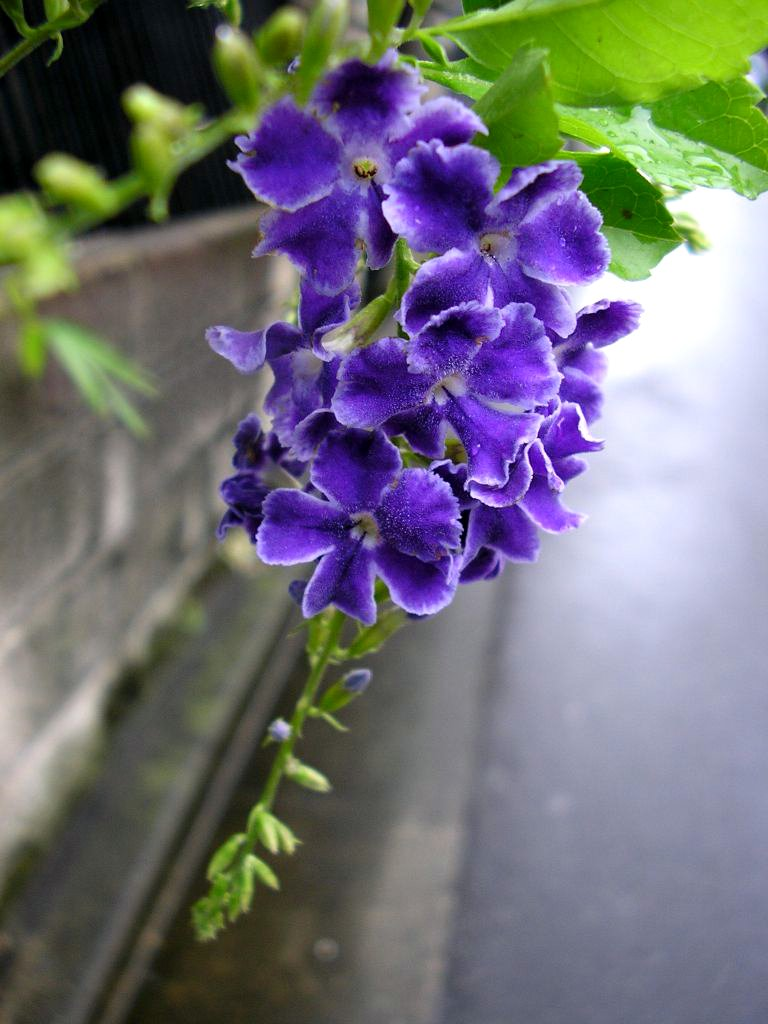
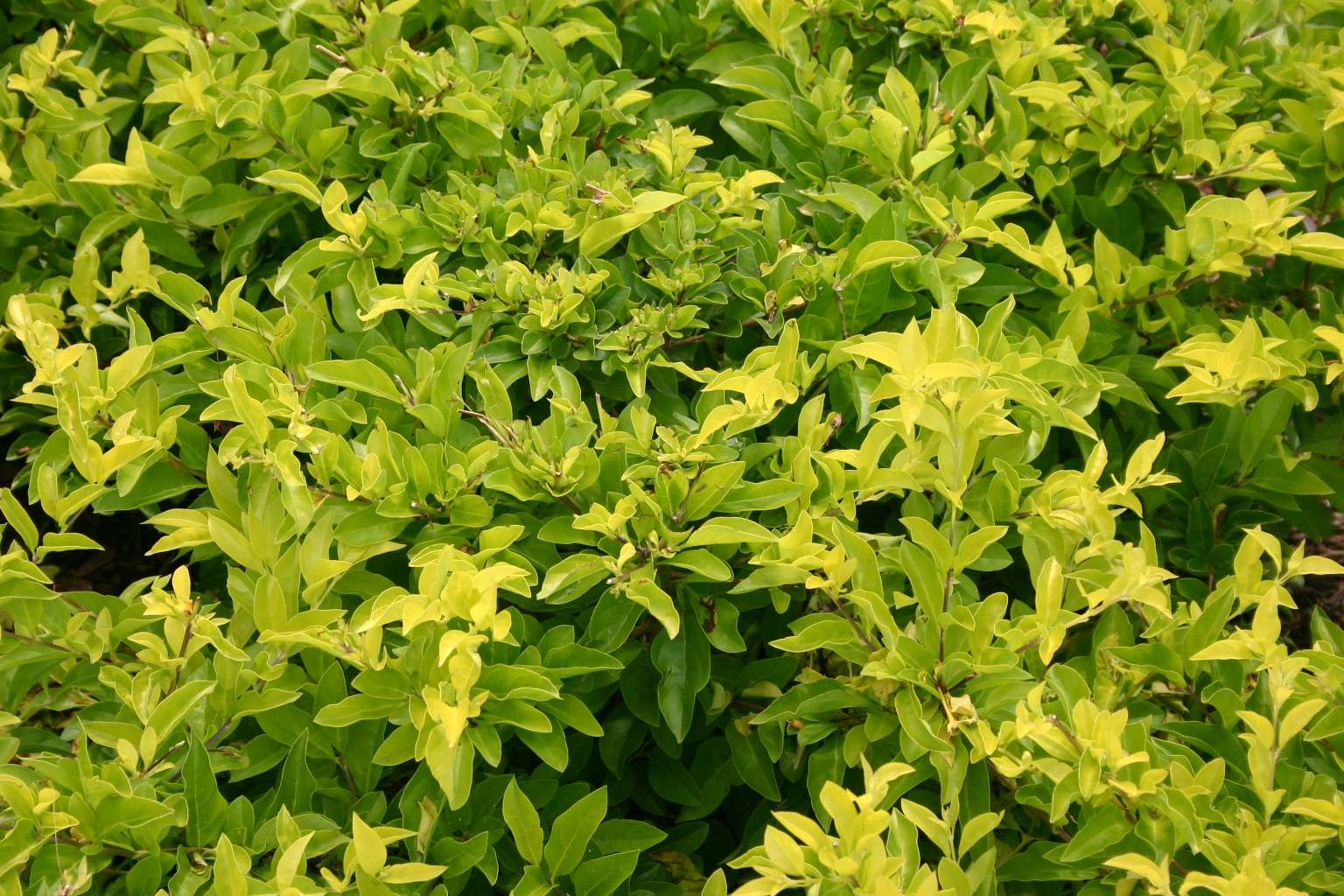
Golden Duranta
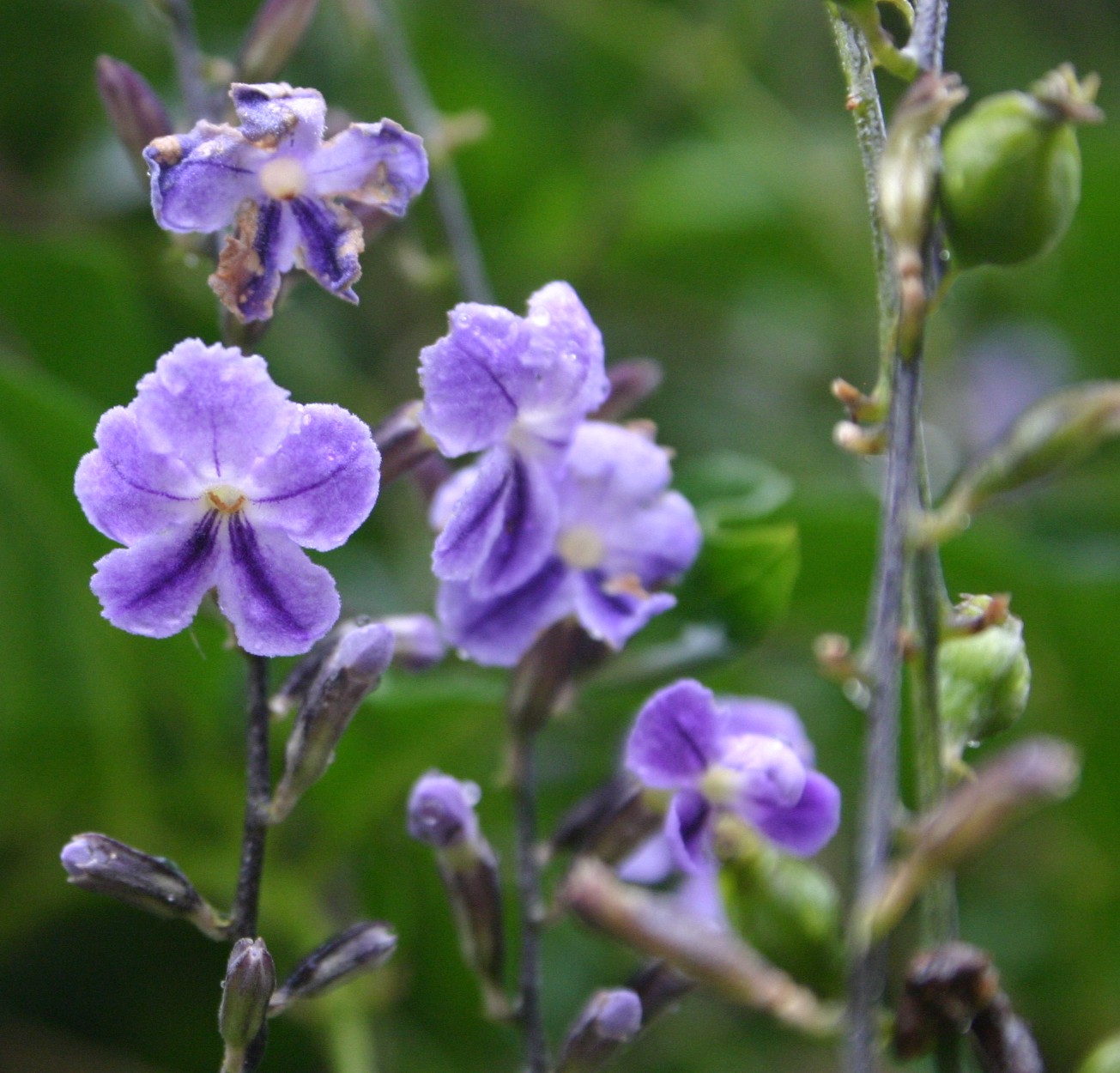
Duranta repens L.